# 俞崇恩
俞崇恩（1926年—2015年7月19日），基督徒，上海地方教会长老俞成华的长子，1926年出生。

## 生平
1942年8月24日在上海受浸。曾就读于上海南洋模范中学、上海之江大学（当时抗战刚结束，原在浙江杭州的之江大学尚未从上海迁回杭州）土木工程专业，1947年转入南京中央大学医学院。1949年春夏，俞崇恩因在大学里热心传福音，得以前往福州，短期参加第二期鼓岭训练。1950年转入卫理公会在苏州开办的东吴大学化学系继续学业，在求学期间已经开始担任苏州地方教会的长老。
1952年，俞崇恩从东吴大学化学系毕业。全班毕业生共17名，16人均分配到北京的中国科学院工作，只有俞崇恩一人因是“小群头目”被分配去苏州市第一中学，任高中物理教师 ，同时继续担任长老，负责苏州地方教会。
1956年2月，俞崇恩因拒绝参加三自爱国运动，被作为“披着宗教外衣的反革命集团青年骨干分子”批斗，白天照常上课，每晚去公安局交待问题到深夜。1957年，工作从苏州调到妻子梁尚仁（上海华山医院口腔科医生）所在的上海。1958年5月3日，32岁的俞崇恩作为“倪柝声反革命集团青年骨干分子”关押，随后送往福建省北部山区的将乐县劳动改造（砍伐运输竹子），在此度过三年大饥荒的极度饥饿的日子。1962年改到上海市管理的安徽宣城军天湖农场，劳动改造共21年。1979年获释，被华东师范大学招聘为英语教师。1984年被平反，宣告无罪。1986年，俞崇恩在史伯诚和江守道的帮助下前往美国。
俞崇恩在劳改中，因为得到其他教会团体基督徒的关怀，才得以生存下来，开始公开批评地方教会太骄傲，没有爱心，个人崇拜，进而否定地方教会的「一地一会」立场。因此遭到地方教会的领袖江守道等人拒绝。
1958年，上海文化出版社出版了俞崇恩介绍中国古代智力玩具九连环的著作《巧环》。1997年俞崇恩出版《十架窄路》一书，其中包括《关于「一地一会」和「地方立场」的问题》一文，公开否定地方教会的教会论。2010年，他还为许梅骊的《难泯岁月》作序，支持这本反对倪柝声的书。